# Lisa Mitchell
Lisa Mitchell (Canterbury, 22 maart 1990) is een Australische zangeres.

## Loopbaan
Mitchell werd in 2006 bekend door Australian Idol. Hierin haalde zij de zesde positie. Ze brak in 2008 door met het nummer Neopolitan Dreams. In 2009 won ze de Australian Music Prize voor het album Wonder.

## Discografie

### Albums
- Wonder (2009)
- Bless This Mess (2012)
- Warriors (2016)

### Ep's
- Said One to the Other (2007)
- Welcome to the Afternoon (2008)

### Singles
- See You When You Get Here (2008)
- Neopolitan Dreams (2008)
- Coin Laundry (2009)
- Clean White Love (2009)
- Oh! Hark! (2010)
- Stars (2011)
- Spiritus (2012)
- Bless This Mess (2012)

- Bibliothèque nationale de France: cb162263915 (data)
- Gemeinsame Normdatei: 139539727
- International Standard Name Identifier: 0000 0000 8404 0288
- MusicBrainz: d00c1b10-04f0-49eb-b9ff-315093c0b25f
- Virtual International Authority File: 101268196
- WorldCat: E39PBJrGtXxPHVtPBtbgkvVV4q